# 타이타닉 II
《타이타닉 II》(영어: Titanic II)는 2010년의 저예산 재난 영화의 하나이다. 셰인 반 다이크가 주연, 감독, 극본을 맡았고 디 어사일럼이 배급하였다. 제목에 II가 포함되어 있음에도 불구하고 이 영화는 제임스 카메론의 타이타닉의 후속작은 아니지만 Dread Central 영화 웹사이트는 이 영화가 기존 타이타닉 작품의 목버스터일 것이라 넌지시 이야기하였다.
2010년 8월 7일에 오스트레일리아에서 텔레비전으로 직접 상영되었다. 8월 9일에 영국과 아일랜드에서 스카이(Sky)의 Syfy에 초연되었다. 미국에서는 8월 25일 개봉되었다.

## 캐스팅
- 셰인 반 다이크: 배의 소유자
- 마리 웨스트브룩: 선박의 간호사
- 브루스 데이비슨: 기장
- Michelle Glavan: 선박의 간호사
- D. C. 더글러스: 선박의 기장
- 브룩 번스: Dr. Kim Patterson
- Josh Roman: Elliot Snipes